# Хејзвил (Северна Каролина)
Хејзвил (енгл. Hayesville) град је у америчкој савезној држави Северна Каролина.

## Демографија
По попису из 2010. године број становника је 311, што је 14 (4,7%) становника више него 2000. године.
| Група             | 2000.       | 2010.       |
| Белци             | 291 (98,0%) | 299 (96,1%) |
| Афроамериканци    | 1 (0,3%)    | 0 (0,0%)    |
| Азијати           | 0 (0,0%)    | 0 (0,0%)    |
| Хиспаноамериканци | 4 (1,3%)    | 7 (2,3%)    |
| Укупно            | 297         | 311         |